# Phausina guttipes
Phausina guttipes là một loài nhện trong họ Salticidae.
Loài này thuộc chi Phausina. Phausina guttipes được Eugène Simon miêu tả năm 1902.